# Дурст, Маттиас
Маттиас Дурст (нем. Matthias Durst; 18 августа 1815, Вена — 2 мая 1875, Вена) — австрийский скрипач.

## Биография
Окончил Венскую консерваторию, ученик Георга Хельмесбергера и Йозефа Бёма, под руководством последнего играл в струнном квартете. Играл сперва в оркестре венского Бургтеатра (в дальнейшем был также его дирижёром), затем с 1841 — в Венском придворном оркестре. Наиболее известен как вторая скрипка виднейшего австрийского струнного квартета середины XIX века — Квартета Хельмесбергера — в 1849—1865 (до этого с 1845 выступал в составе его предшественника, квартета под управлением Леопольда Янсы). Автор произведений для скрипки и двух скрипок, струнных квартетов, концертных увертюр.